# Cemitério Vertical Memorial do Carmo

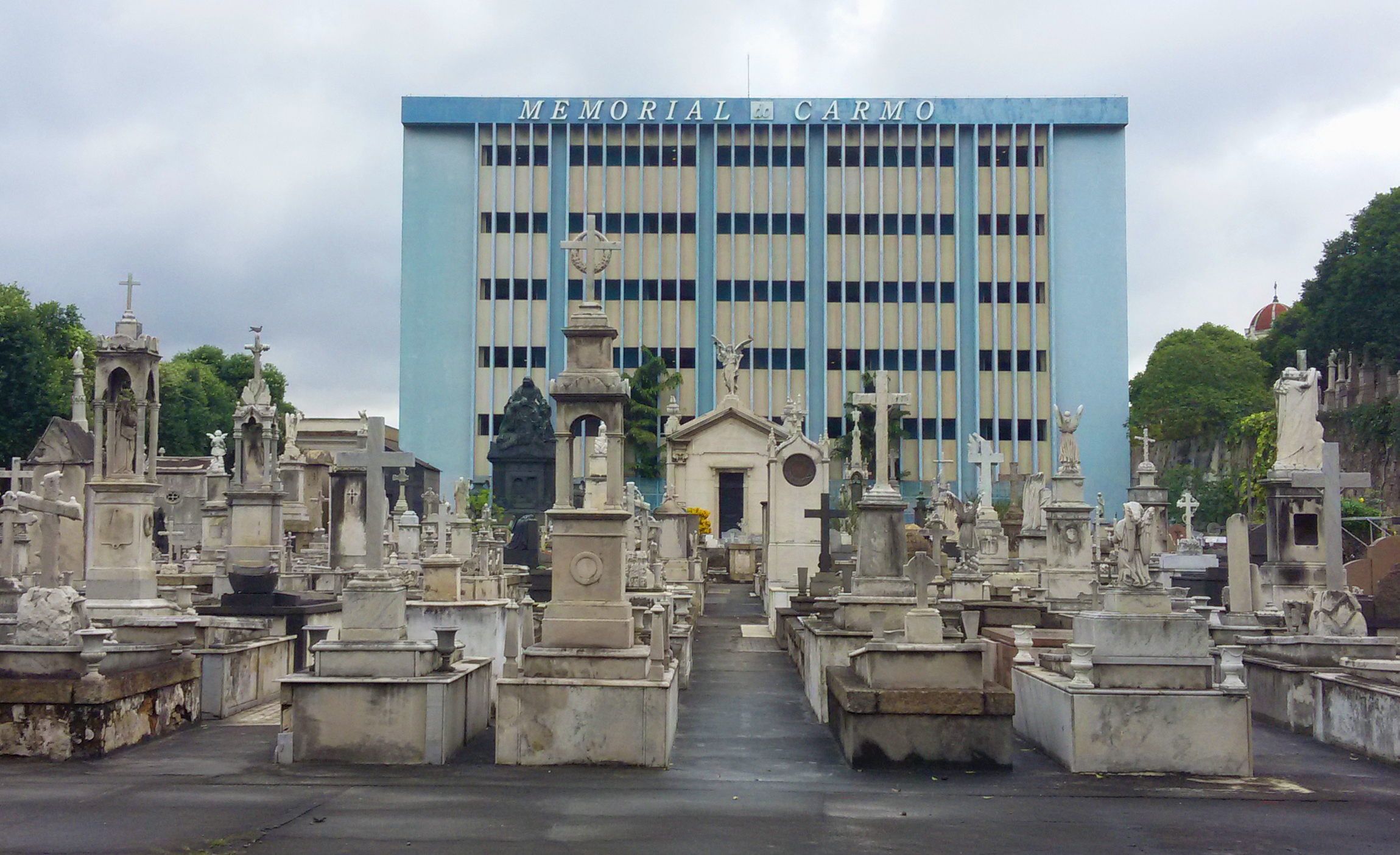
Cemitério vertical Memorial do Carmo (edifício de cor azul ao fundo)

O Cemitério Vertical Memorial do Carmo é a primeira necrópole vertical da cidade do Rio de Janeiro e está localizado dentro do terreno do Cemitério da Ordem Terceira do Carmo, no bairro do Caju.
Inaugurado em 10 de agosto de 1999 após 10 anos de construção, o cemitério vertical contava com 540 nichos e 4960 jazigos perpétuos. Número que depois seria ampliado para 7760 jazigos e 900 nichos. Foi o terceiro cemitério do gênero a ser criado no Brasil, após iniciativas semelhantes em Porto Alegre e Santos. 
A administração do cemitério vertical é feita pela Venerável e Arquiepiscopal Ordem Terceira de Nossa Senhora do Monte do Carmo, fundada em 1648.

## Sepultados e cremados notórios
- Ludmila Ferber[2]
- Márcia Lage (cremação)[3]